# Дота (кантон)
Дота (исп. Dota) — кантон в провинции Сан-Хосе Коста-Рики.

## География
Находится в центральной части провинции. Граничит на севере с провинцией Картаго. Административный центр — Санта-Мария.

## Округа
Кантон разделён на 3 округа:
1. Санта-Мария
2. Хардин
3. Копей